# Jogador do Ano da IHF de 2013
O IHF World Player of the Year de 2011 foi a 23a premiação de Melhor Jogador de Handball do ano pela International Handball Federation (IHF).

## Indicados

### Masculino
Fonte:IHF
- Filip Jícha
- Domagoj Duvnjak
- Daniel Narcisse
- Mikkel Hansen
- Arpad Sterbik

### Feminino
Fonte:IHF
- Heidi Löke
- Andrea Lekic
- Anita Görbicz
- Katarina Bulatovic
- Katrine Lunde-Haraldsen

## Vencedores
| Categoria | Jogador         | Nacionalidade | Clube       | Foto |
| --------- | --------------- | ------------- | ----------- | ---- |
| Masculino | Domagoj Duvnjak | Croácia       | HSV Hamburg |      |
| Feminino  | Andrea Lekić    | Croácia       | ZRK Vardar  |      |